# 宮崎県道401号奈佐木高岡線
宮崎県道401号奈佐木高岡線（みやざきけんどう401ごう なさきたかおかせん）は、宮崎県小林市から宮崎市に至る一般県道である。

## 概要
小林市須木奈佐木から宮崎市高岡町浦之名に至る。国道265号との国道268号間を最短で結ぶが、急カーブや狭隘区間がある。宮崎市の区間は終点付近のわずかな区間しかない。

### 路線データ
- 起点：小林市須木奈佐木（国道265号交点）
- 終点：宮崎市高岡町浦之名（国道268号交点）

## 歴史
- 1967年（昭和42年）3月28日 - 宮崎県告示第223号[1]により路線認定。当時の整理番号は158。

## 地理

### 通過する自治体
- 宮崎県
  - 小林市 - 宮崎市

### 交差する道路
| 交差する道路 | 市町村名 | 交差する場所 | 交差する場所 |
| ------------ | -------- | ------------ | ------------ |
| 国道265号    | 小林市   | 須木奈佐木   | 起点         |
| 国道268号    | 宮崎市   | 高岡町浦之名 | 終点         |

### 沿線
- 奈佐木城跡

### 峠
- 奈佐木峠（小林市）